# Darius Songaila
Darius Songaila és un jugador de bàsquet lituà que en l'actualitat forma part de New Orleans Hornets de l'NBA. Va néixer el 14 de febrer de 1978 a Kapsukas, avui coneguda com a Marijampolė. Mesura 2,03 metres i juga d'aler pivot.
Ha estat peça clau en els últims anys a la selecció de bàsquet de Lituània, amb la qual va aconseguir l'or en 2003 a l'Eurobasket de Suècia. Prèviament, havia guanyat la medalla de bronze en les Olimpíades de Sydney 2000.